# Klaus Nührig

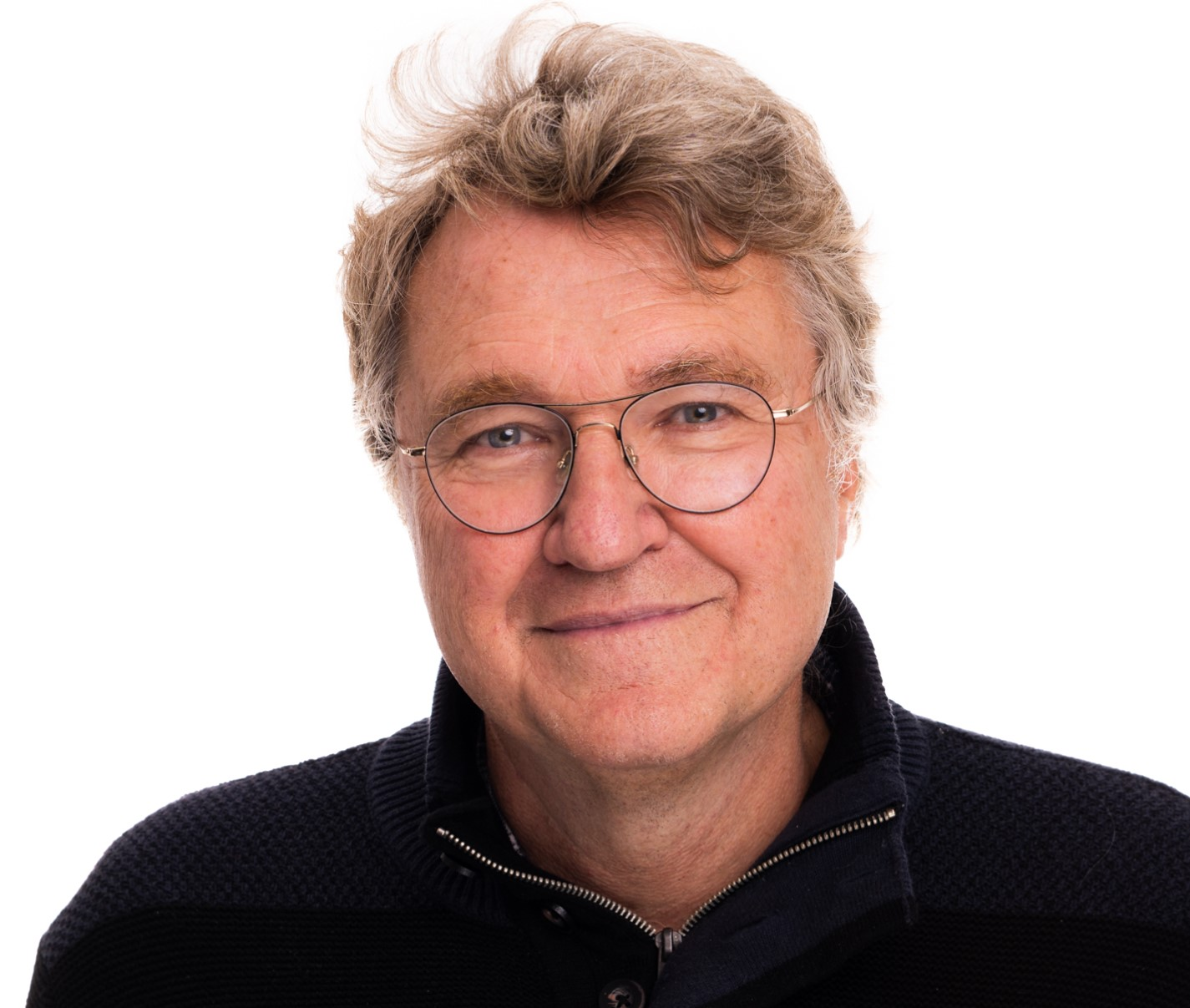
Klaus Nührig, 2022

Klaus Nührig (* 31. Oktober 1958 in Wrestedt) ist ein deutscher Schriftsteller und Pädagoge.

## Leben und Werk
Nührig ist das vierte von fünf Kindern des Polizeibeamten Franz Nührig und seiner Ehefrau Margort Nührig, geb. Wiese. Der Vater verstarb im Juni 1964.
Als Schüler des Herzog-Ernst Gymnasiums in Uelzen war Nührig Mitglied der Film AG unter der Leitung von Dieter Schinkel und der Theater AG unter der Leitung von Dr. Walter Blohm, der zuvor Mitarbeiter des NDR-Fernsehens gewesen war. Im März 1977 wurde unter Blohms Regie die Travestie „Sie nannten ihn Leo“ nach dem Propagandastück „Schlageter“ von Hanns Johst aufgeführt, bei der Nührig die Titelrolle spielte. Bei Theateraufführungen in Uelzen und im Malersaal des Deutschen Schauspielhauses Hamburg kam es zu Protesten von Neonazis, über die u. a. Wolf von Lojewski in der Sendung „extra 3“ des NDR berichtete.
Nach dem Abitur am Herzog-Ernst-Gymnasium Uelzen im Jahre 1977 leistete Nührig zunächst drei Monate Wehrdienst in einer Kaserne in Munster und dann ein Jahr Zivildienst in einer Werkstatt für Behinderte. Sein erstes veröffentlichtes Hörspiel „Weggenossen“ verfasste er 1979/80. Es wurde 1980 unter der Dramaturgie von Günter Bommert und der Regie von Gottfried von Einem von Radio Bremen produziert und gesendet.
In Göttingen studierte er Germanistik, Politik und evangelische Religion und beendete 1986 mit dem Zweiten Staatsexamen das Referendariat in Braunschweig. Ab 1998 ließ er sich zum Fachlehrer für Darstellendes Spiel an der Bundesakademie für kulturelle Bildung in Wolfenbüttel ausbilden. Nührig arbeitete seit 1987 als Lehrer am Gymnasium in Groß Ilsede und wechselte 2006 ans Julius-Spiegelberg-Gymnasium in Vechelde. Zwischen 2008 und 2010 war er für drei Semester Lehrbeauftragter für „Kreatives Schreiben“ im Fachbereich Sozialwissenschaften an der Technischen Universität Braunschweig. 2024 trat er als Lehrer in den Ruhestand.
Nührig war von 1999 bis 2004 Vorstandsmitglied im Verband deutscher Schriftsteller (VS) in Niedersachsen und Bremen. Von 2001 bis 2005 wirkte er als 1. Vorsitzender des Förderkreises deutscher Schriftsteller in Niedersachsen und Bremen e.V. Seit 2016 ist er mit einer dreijährigen Unterbrechung Vorstandsmitglied der Gesellschaft für zeitgenössische Lyrik.
Nührigs literarisches Schaffen umfasst Hörspiele, Lyrik und Prosa. Er lebt in Braunschweig.

## Preise und Auszeichnungen
- Stipendium Paul Maar des Kinder- und Jugendtheaterzentrums in der Bundesrepublik Deutschland, 2001
- Ilseder Kunstpreis, Kategorie Lyrik, 2005

## Werke
- Hörspiel „Weggenossen“ (Radio Bremen), 1980
- Hörspiel „Schwanensee 2000“ (WDR), 1986[5]
- Auge. Roman. Leda Verlag, Leer 2002, ISBN 3-934927-20-3.
- Theaterstück „Ist hier noch frei?“, gemeinsam mit Schülern verfasst, Deutscher Theaterverlag, Weinheim 2003, Best.Nr. B353
- mit Kirsten Rehbock: Auge. Pädagogische Handreichung zum Roman. Leda Verlag 2005, ISBN 3-934927-67-X.
- Rosensammlerin. Gedichtband/Anthologie. Leda Verlag, Leer 2006, ISBN 978-3934927827.
- Penny Lane. Kriminalroman. Leda Verlag, Leer 2009, ISBN 978-3-939689-19-5.
- Das Haus an der Paulikirche. Kriminalroman. Leda Verlag, Leer 2013, ISBN 978-3-86412-017-6.

## In Anthologien und Literaturzeitschriften
- Gotthold Ephraim Lessing - 22. Januar 1729 bis 15. Februar 1781. In: Klaus Seehafer (Hrsg.): Dichter, Denker, Eigenbrötler. Leda Verlag, Leer 2003, ISBN 3-934927-41-6, S. 45.
- Ralph Grüneberger (Hrsg.): Worttreffen. Poesie & Positionen zur zeitgenössischen Lyrik. Mit Beiträgen u. a. von Carl-Christian Elze, Ralph Grüneberger, Kerstin Hensel, Manfred Jendryschik, Dieter Mucke, Klaus Nührig, Jan Wagner, Ron Winkler. edition kunst & dichtung, Leipzig 2010.  ISBN 978-3-937264-74-5
- Ralph Grüneberger (Hrsg.): Gesellschaft für zeitgenössische Lyrik, Poesiealbum neu, Ausgaben 2/2010, 1/2011, 1/2012, 2/2013, 1/2015, 1/2016, 2/2017, 2/2018, 1/2019, 1/2020, 2/2020, 1/2021, 2/2021
- Gesellschaft für zeitgenössische Lyrik (Hrsg.), Poesiealbum neu, 100.000 Worte, Edition kunst & dichtung, Nr. 1/2022, ISBN 978-3-937264-39-4.
- Ralph Grüneberger (Hrsg.): Auf Buchfühlung. Die Schullesung: ihre Bedeutung und Wirkung. Autorinnen und Autoren kommen zu Wort. Mit Beiträgen u. a. von: Carl-Christian Elze, Ulla Hahn, Kerstin Hensel, Axel Kahrs, Katja Lange-Müller, Klaus Nührig, Lutz Rathenow, Ingo Schulze, Jan Wagner, Leipzig 2023, ISBN 978-3-937264-40-0.
- Gesellschaft für zeitgenössische Lyrik (Hrsg.), Poesiealbum neu, Edition kunst & dichtung, 2/2023, 1/2024, 2/2024, 1/2025